# 그레이스 하이타워

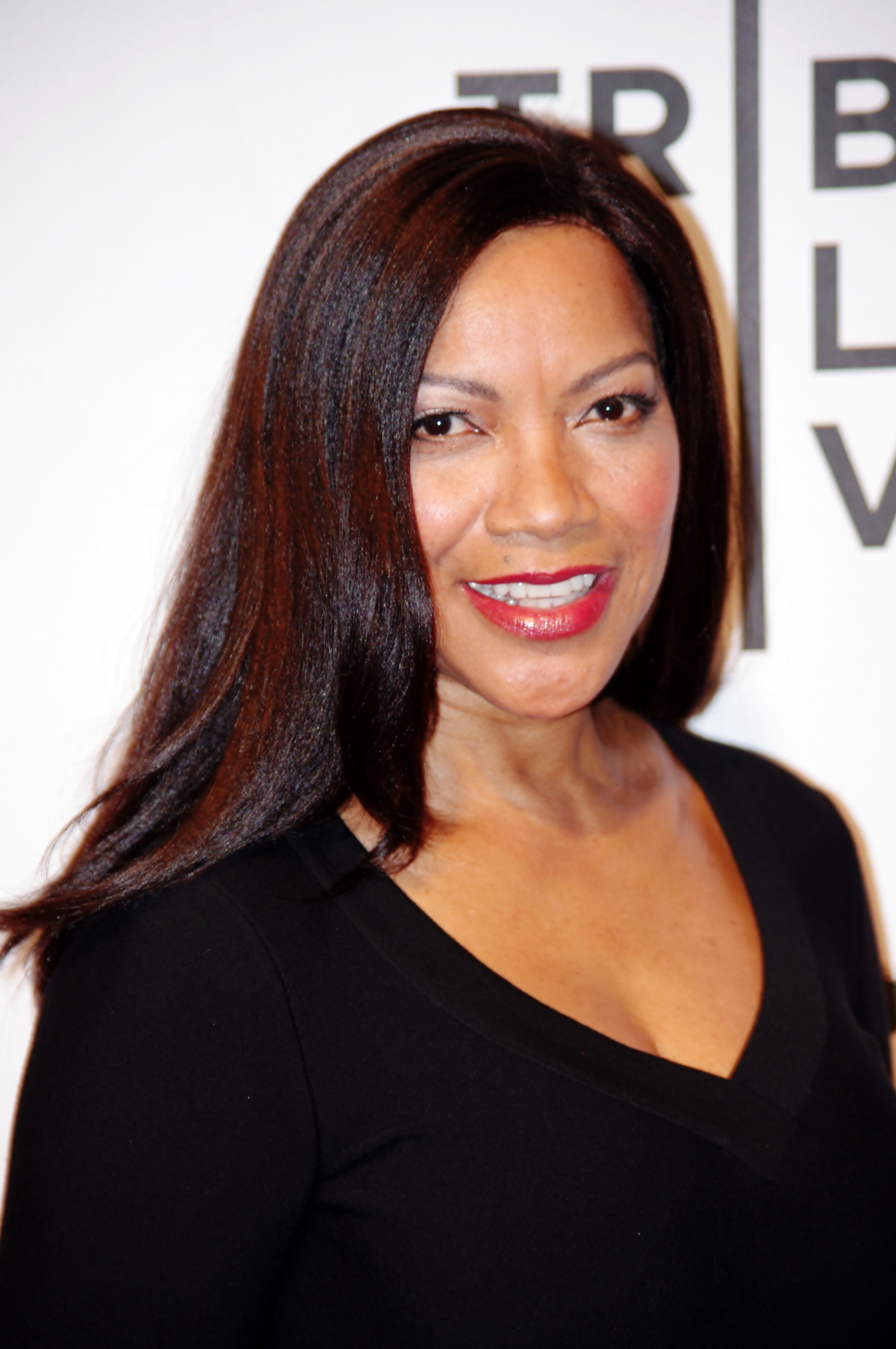

그레이스 하이타워(Grace Hightower, 1955년 4월 7일 ~ )는 미국의 사교계 명사, 항공 승무원이다.
미국에서 태어났다.

## 영화
- 프레셔스 (2009년)